# Grèbe argenté
Poliocephalus poliocephalus
Espèce
Statut de conservation UICN

 LC  : Préoccupation mineure
Le Grèbe argenté (Poliocephalus poliocephalus) est une espèce d'oiseaux appartenant à la famille des grèbes (les Podicipedidae).

## Répartition
Il appartient à la faune d'Australie et on l'observe aussi en Tasmanie.

## Description
Les grèbes argentés atteignent normalement une longueur corporelle de 29 jusqu'à 31 centimètres et pèsent environ 250 grammes. Cette espèce ne présente aucun dimorphisme sexuel. Simplement le bec sombre avec une pointe claire est un peu plus long chez mâle que chez la femelle. Les deux sexes ont sur la tête en haut du cou des plumes blanches, semblables à des cheveux, ce qui leur a valu leur nom.

## Comportement
Par leur comportement ils s'écartent un peu des autres. Ils volent plus souvent que les autres, sont parmi ceux qui poussent le moins de cris et sont les plus sociables à l'intérieur de la famille de grèbes. Ils couvent dans des colonies qui atteignent jusqu'à 400 nids, et en dehors de la couvaison se réunissent en essaims qui atteignent des milliers ou des dizaines de milliers de plongeurs. Alors que les autres genres de grèbe, par exemple le grèbe huppé et le grèbe élégant, ont un comportement de parade nuptiale particulier et impressionnant, le sien est relativement simple.

## Sources
- (de) Cet article est partiellement ou en totalité issu de l’article de Wikipédia en allemand intitulé « Haarschopftaucher » (voir la liste des auteurs).